# Tom Newman
Thomas Dennis "Tom" Newman (nascut l'11 de juliol de 1943 a Perivale, Anglaterra) és un productor musical i de gravació anglès i també músic (guitarra de ritme). El 1970 va començar a treballar amb Richard Branson i ajudà a fundar The Manor Estudio a Oxford per als naixents Virgin Records. En aquests estudis va produir l'enregistrament de Tubular Bells, de Mike Oldfield.

## Carrera
El 1968 va tocar en una banda anomenada July, l'únic àlbum de la qual era l'epònim July editat amb el segell britànic Major Minor i l'estatunidenc US Epic. Prèviament va formar part d'una banda britànica anomenada The Tomcats, amb base a Espanya. El 1966 van enregistrar com a mínim tres extended playamb el segell Philips d'Espanya (436387, 436388 i 436826).
El 1970 Newman va començar a treballar amb Richard Branson i el va ajudar a construir The Manor Studio a Oxford. Fou allà on va conèixer Mike Oldfield, que tenia 18 anys, que li va deixar a escoltar una demo en cinta del que acabaria esdevenint Tubular Bells.
El novembre de 1973 Newman participà en una concert de Tubular Bells en directe des d'un estudi per a la BBC. És disponible en el DVD Elements d'Oldfield.
Newman llançà alguns àlbums com a músic en solitari i va produir diversos àlbums per altres artistes, els més notables: Tubular Bells, Tubular Bells II i Heaven's Open, de Mike Oldfield.
Newman també ha treballat amb joves bandes de NWOBHM, com ara Charlie 'Ungry.

## Discografia

### Com a músic: àlbums en solitari
- Fine Old Tom (1975)
- Live at the Argonaut (1975) – Mai estrenada per Virgin, excepte les impressions de prova. Es va publicar pel segell Voiceprint l'any 1995.
- Faerie Symphony (1977)
- Bayou Moon (1986)
- Aspects (1986)
- Ozymandias (1988)
- Hotel Splendide [Live] (1997)
- Snow Blind (1997)
- Faerie Symphony and Other Stories (1999)
- Tall Scary Things (1999)
- The Hound Of Ulster (1999)
- "The Calling" (2015)

### Com a productor
(No és una llista completa)
- Tubular Bells – Mike Oldfield (1973)
- Froggy Went A-Courting – Mike Oldfield (1974)
- Hatfield and the North – Hatfield and the North (1973)
- Hergest Ridge – Mike Oldfield (1974)
- Platinum – Mike Oldfield (1979)
- All Right Now (senzill no editat al públic) – Mike Oldfield (1980)
- Celebration - Sally Oldfield (1980)
- 101 Live Letters (1981)
- Doll By Doll – Doll By Doll (1981)
- Grand Passion – Doll By Doll (1982) Co-productor amb Jackie Leven
- Five Miles Out – Mike Oldfield (1982) Co-productor amb Mike Oldfield
- Capture- Natasha (1982)
- Islands – Mike Oldfield (1987)
- Amarok – Mike Oldfield (1990)
- Heaven's Open - Mike Oldfield (1991)
- Tubular Bells II – Mike Oldfield (1992)
- Six Elementary Songs – Clodagh Simonds (1996)
- Neon Emptiness EP – Cyan2 (1999)